# Источни Врачар
Источни Врачар је некадашње београдско насеље и београдска општина.

## Опште карактеристике
Источни Врачар био је смештен на подручју данашње територије општине Врачар и западног дела данашње општине Звездара, у месној заједници Врачарско поље.
Ово насеље почело је да се гради када је 1880. године када је шкотски бизнисмен и члан Назарећанског братства Франсис Макензи купио велики комад земље у близини и формирао насеље, касније названо Енглезовац. Земиште је поделио на парцеле, а део је поклонио Српској православној цркви ради изградње храма Светог Саве. Формирано је насеље Источни Врачар, које се касније проширило на Грантовац, подручје које је припадало америчком конзулу Максвелу Гранту и на Крунски венац око Крунске улице до Каленић пијаца.
Границе Источног Врачара биле су Улица краља Милана, Макензијева, границом катастарске парцеле хотела „Славија“ обухватајући катастарску парцелу хотела, улицом Светог Саве обухватајаући припадајуће катастарске парцеле парне стране улице Светог Саве, Охридска обухватајући припадајуће катастарске парцеле непарне стране улице, Булевар ослобођења, Крушедолска, Катанићева, Макензијева, Баба Вишњина до Крунске (изузимајући припадајуће катастарске парцеле парне стране Крунске улице, која је засебна целина) до Кнегиње Зорке, Кнегиње Зорке, Његошева, Смиљанићева до Крунске (изузимајући припадајуће катастарске парцеле парне стране Крунске улице, која је засебна целина), Ресавска до Краља Милана.
На ужем подручју Београда 1952. године постојале су општине као што су Вождовац, Источни Врачар, Западни Врачар, Звездара, Карабурма, Лекино Брдо, Неимар, Нови Београд, Савски венац, Палилула, Скадарлија, Стари град, Стари ђерам, Топчидерско брдо и Чукарица. Дана 1. јануара 1957. године, делови Источног Врачара спојили су се са општином Неимар и западним делом општине Теразије. Западни Врачар ушао је у састав општине Савски венац, док је најисточнији део Источног Врачара припао општини Звездара, а остатак општини Врачар.
Данас се у источном делу општине Врачар, некадашњој општини и насељу налази Стадион ФК Обилић и Архитектонска техничка школа Београд, као и велики број вишеспратница. Амбијентална целина Источни Врачар је културно добро под претходном заштитом.